# Therea (chi)
Therea là một chi gián. Chúng thường được tìm thấy trên nền đất ở khu vực khô ráo, một số loài trong chi được dùng làm vật nuôi.